# Paint it Out!!
「Paint it Out!!!!」（ペイント・イット・アウト）は、KNOCK OUT MONKEYの楽曲で、1枚目のシングル。2013年10月2日に発売。発売元はビーイング。

## 解説
メジャーデビュー作であり、2013年5月23日に東京・Shibuya O-WESTで行われた全国ツアーのファイナル東京公演の模様を収めたライヴDVDを付属。テレビ朝日系『お願い!ランキング』9月度エンディングテーマ。テレビ金沢『となりのテレ金ちゃん』10月度エンディングテーマ、チバテレビ『MUSIC LAUNCHER』10月度オープニングテーマ。
レンタル限定として、前作「HOPE」がボーナストラックとして収録されている。

### プロモーションビデオ
監督はthe HIATUSや9mm Parabellum Bullet、ONE OK ROCKなどの作品を手がけてきたフカツマサカズが務めている。タイトル通り、バンドのアグレッシヴな演奏シーンで構成された爽快な作品となっている。

## 収録内容
全曲 作詞：w-shun、作曲：KNOCK OUT MONKEY、編曲：大島こうすけ・KNOCK OUT MONKEY

### CD
1. Paint it Out!!!!
2. CRASH

### 初回盤付属DVD
1. Scream & Shout
2. Blazin'
3. Gun shot
4. 実りある日々
5. Bring it back
6. TODAY
7. realize
8. Neverland
9. Primal
10. BREAK
11. HOPE
12. JET
13. Climber